# 弓箭手悖论

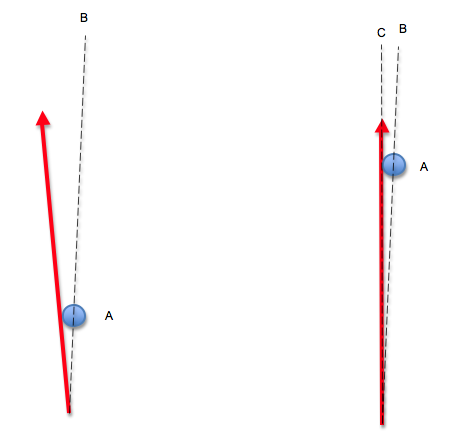
弓弦绷紧和拉满弓时箭的方向示意图。A = 弓/把手，B = 弓的中间平面，C = 箭头指示方向和抛物面。

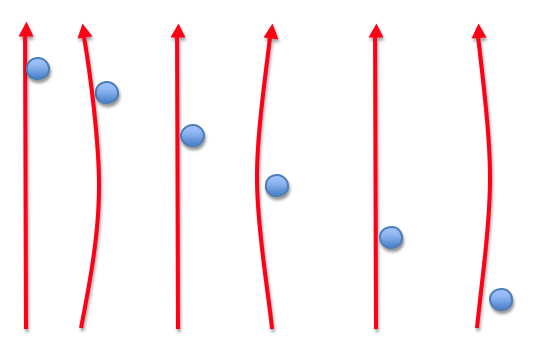
箭同时朝弓的方向和远离弓的方向弯曲示意图。

弓箭手悖論（英語：Archer's paradox）是指射箭時，弓箭初始搭上弓弦時，其箭頭所對準的方向並非目標物本身，而是略偏於一側。然而，當弓完全拉滿並射出箭矢後，箭仍然能夠沿著拉滿弓時箭頭所指的方向飛行，最終命中目標。
此一現象可透過箭矢在離弦瞬間產生的彈性彎曲來加以解釋。箭身的變形使其能繞過弓體，進而修正初始瞄準角度與實際飛行路徑之間的差異。
「弓箭手悖論」一詞最早由E. J. Rendtroff於1913年提出。，當時對此現象的理解，是認為在箭矢離弦瞬間，箭身會因受力而產生彎曲，導致其飛行路徑偏離弓體中心線。這一現象最早由Clarence Hickman透過攝影技術加以觀察並紀錄。，射出的箭矢在朝向目標飛行的過程中，其箭身會出現橫向來回的彎曲振盪，這一動態過程亦已透過現代工程測試加以證實。。然而，現今對於「弓箭手悖論」一詞的使用，時常出現混淆。部分論述將箭矢的彎曲振盪誤解為該悖論本身，特別是在現代使用「中心釋放弓」（center-shot bow）時，箭矢出發方向即與目標一致，並不會產生原始定義中的視覺矛盾。因此，對於未曾接觸傳統設計弓具的射手而言，該術語可能產生誤導。

## 细节
箭必须具有足够的挠度（或称刚性或 “动态挠度”），才能在瞄准时偏离弓身、但射出后回到正确的飞行路线上。如果箭的挠度不正确，箭与弓接触的接触情况不确定，从而箭飞出后的受力也无法预测导致准头下降。另外，如果弓箭选手选用挠度各不相同的几只箭，射出时箭身会有不同的弯曲，因此会命中不同的位置。因此，专业弓箭手不仅要根据弓尽量选用挠度在合理范围内的箭，也要注意一组箭的挠度要高度一致。这些要求可以在静态挠度测试仪的帮助下实现。

## 弓的选择与挠度
拉力较弱的弓需要配挠度较低的箭（挠度是箭身的刚性）。拉力较弱的弓在加速箭时造成箭身的变形较小（参考欧拉挫曲），因此箭在射出前必须较容易被弯曲。相反，拉力大的弓需要挠度较大的箭，因为箭被加速时产生的弯曲效果更加显著。如果箭的挠度太大（箭身较硬），箭身较难被弯曲。因此撒放后随着弦靠近弓，箭头会被迫射向目标的旁边。反之，如果箭的挠度太小（箭身较软）变形太大，加速时会射向目标的另一边。极端情况下，箭身可能在撒放之前折断，造成安全隐患。

## 校准
动态挠度很大程度上取决于箭杆长度，箭头重量，与静态挠度。静态挠度是静态条件下箭杆中点的刚性。射箭贸易协会（ATA）（原称为射箭制造商和招商局组织（AMO））静态挠度测试方法是在26英寸（0.66米）箭杆的中点处悬挂2磅（0.91千克）的重物。美国检测与材料协会（ASTM）F2031-05（《箭杆静态挠度（刚度）测量的标准检测方法》）为在28英寸（0.71米）箭杆的中点处悬挂1.94磅（0.88千克）的重量。 （过时的）英国国家射箭协会（GNAS）系统使用1.5磅（0.68千克）的重量并将箭身两端（两支点位于箭头之后和扣弦处之前）支起。由于两支点间距离不固定， GNAS不能直接转换为ATA或ASTM，现已废弃不再使用。
挠度的主要测量单位是千分之一英寸的偏转（500的偏转等于0.500英寸）。有时也通过将26除以英寸的偏转，将此数值转换为磅。 （26除以0.500等于挠度为52磅）

## 引用
1. ↑  . Forest and Stream. 1913-02-08.
2. ↑  Rheingans, W. R. . Archery Review. March–April 1936: 236 ff.
3. ↑  Rheingans, W. R.; Nagler, F. . American Bowman Review. June–August 1937: 226–232.
4. ↑  Park, James L. . Proceedings of the Institution of Mechanical Engineers, Part P: Journal of Sports Engineering and Technology. 2013-09-08, 227 (3): 172–183 [9 November 2012]. doi:10.1177/1754337112464844.
5. ↑  Park, James L. . Proceedings of the Institution of Mechanical Engineers, Part P: Journal of Sports Engineering and Technology. June 2013, 227 (2): 128–136 [1 June 2012]. doi:10.1177/1754337112446406.
6. ↑  Carmichael, A. Ron. . texasarchery.org. Texas State Archery Association. 2001-06-24  [2013-02-13]. （原始内容存档于2013年10月20日）.
7. ↑  . Bega Valley Traditional Archers. February 2013  [2013-02-13]. （原始内容存档于2013-04-09）.
8. ↑  . texasarchery.org. Texas State Archery Association.   [2013-02-13]. （原始内容存档于2013-10-20）.
9. ↑  . Hunter's Friend LLC. 2011  [2013-02-13]. （原始内容存档于2016-04-04）.
10. ↑   (PDF). Arrow Trade Magazine. July 2006  [2013-02-13]. （原始内容 (PDF)存档于2013-10-21）.
11. ↑  Rieckmann, Marianne; Park, James L.; Codrington, John; Cazzolato, Ben.  (PDF). Proceedings of the Institution of Mechanical Engineers, Part P: Journal of Sports Engineering and Technology. June 2012, 226 (2): 114–122 [3 April 2012]  [2013-02-13]. doi:10.1177/1754337112442273. （原始内容 (PDF)存档于2021-03-01）.
12. ↑  Yononindo, Daniel. . YouTube. 2012-02-02.  事件发生在 6m15s  [2017-08-03]. （原始内容存档于2016-03-10）. The breaking of the arrow at the end of the video was NOT due to a lack of knowledge on my part !!! IT WAS QUITE DELIBERATE !!!
13. ↑   (PDF). yeoldedelphbowmen.com. December 2012  [2013-02-13]. （原始内容 (PDF)存档于2013-10-20）.
14. ↑   (PDF). Archery Manufacturers and Merchants Organization. 1987  [2013-02-13]. （原始内容存档 (PDF)于2020-11-12）.
15. ↑   (PDF). Archery Manufacturers and Merchants Organization. 2001  [2013-02-13]. （原始内容存档 (PDF)于2021-06-13）.
16. ↑  . American Society for Testing and Materials. 2010  [2013-02-13]. （原始内容存档于2021-03-01）.
17. 1 2  Cosgrove, Gabriela. . . Volume Three. Guilford: The Lyons Press. 1994: 228. ISBN 1-58574-087-X.